# Bergshammar
Bergshammar – miejscowość (tätort) w Szwecji, położona w regionie administracyjnym (län) Södermanland (gmina Nyköping).
Miejscowość położona jest ok. 5 km na zachód od Nyköping w prowincji historycznej (landskap) Södermanland. Na południe od Bergshammar przepływa rzeka Kilaån.
W 2010 r. Bergshammar liczyło 790 mieszkańców.